# Пионеры, или У истоков Саскуиханны

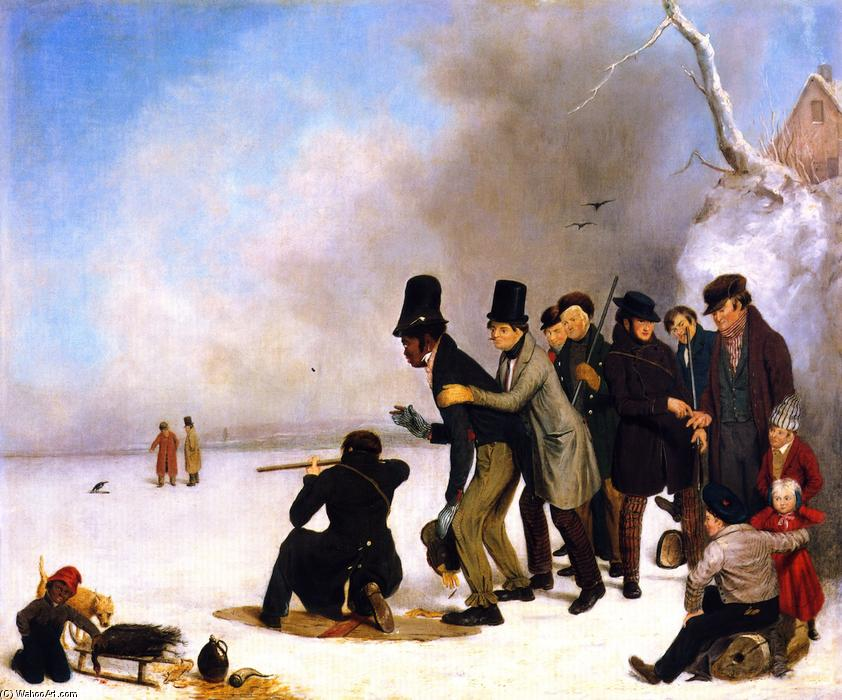
Чарльз Дис. «Стрельба по индюшке». Иллюстрация к роману «Пионеры» (1838). Виргинский музей изобразительных искусств

«Пионеры, или У истоков Саскуиханны» (в первых переводах на русский язык «Пионеры, или У истоков Сосквеганны»; англ. The Pioneers, or The sources of the Susquehanna) — историко-приключенческий роман американского писателя Джеймса Фенимора Купера, опубликованный в 1823 году. Первый из романов (по хронологии описываемых событий — четвёртый) о Натти Бампо.

## История создания
Фенимор Купер работал над своим третьим романом в период личных и финансовых трудностей: предыдущие книги не принесли дохода, имущество писателя было описано за долги, Купера мучили головные боли и приступы меланхолии. Тем не менее работа продолжалась, хотя Купер и не был уверен в успехе. Он писал своему английскому издателю: «Я объявил эту работу как описательную историю, но, вероятно, слишком сильно ограничил себя рамками того, что я наблюдал в юности. Я понимаю, что нынешний вкус предпочитает действие и сильные переживания, и поэтому должен признать, что в этом смысле два первых тома явно страдают. Я все же надеюсь, что третий том как-то исправит положение. Если правда всё ещё чего-то стоит, то описанные мною картины точно соответствуют действительности, и я спокойно встречу самых придирчивых исследователей. Но оставим окончательное решение за читающей публикой, я верю, что она ошибается крайне редко».
Помимо всего прочего, Купера заставлял торопиться страх, что публика забудет о нём после успеха «Шпиона».

## Сюжет
Действие романа происходит в 1793—1794 годах в посёлке Темплтон, находящемся у истока Саскуиханны из озера Отсиго, то есть в тех местах, где Купер вырос, и в то время, когда ему было 4—5 лет. Книга рассказывает о сложных взаимоотношениях между двумя группами жителей посёлка: с одной стороны — новые поселенцы во главе с судьёй Мармадьюком Темплом, чувствующие себя хозяевами жизни, с другой — люди, которых общество всего лишило: Оливер Эффингем, уверенный, что судья захватил его наследство, старый индеец Джон Могиканин, или Чингачгук, племя которого когда-то владело всеми землями в этом районе (в реальной истории племя могикан владело землями к востоку от реки Гудзон), и охотник Натти Бампо, охотничьи права которого с появлением посёлка оказались ограничены законом. Престарелый Натти Бампо и спившийся индеец Джон — давние друзья. Их молодость и приключения остались как будто в другом мире много десятков лет назад, в эпоху войн индейцев и поселенцев, войн с Францией и за независимость. В глухие и дикие края приезжают новые люди новой страны (Соединенных Штатов), для которых эти места лишь источник обогащения и удобной жизни.
Здесь снова, как в «Шпионе», используется тема любви между людьми из враждующих лагерей: Эффингем и дочь судьи любят друг друга и в конце книги женятся, а Бампо после смерти Чингачгука уходит на запад в поисках новых земель.
Роман «Пионеры» разрабатывает тему колонизации и превращения дикой, незаселённой территории в упорядоченное, урбанизированное пространство. Описание изменений, происходящих в быстро развивающемся городе и вокруг него, обсуждение героями проблемы ответственности людей за окружающую среду делают «Пионеров», по мнению ряда литературоведов, первым экологическим романом.

## Оценки и значение
Книга имела огромный успех. Первый американский тираж в 3500 экземпляров был распродан в первый же день. Американские газеты считали необходимым сообщать о том, когда книги привезут для продажи в каждый конкретный город. Практически одновременно «Пионеры» вышли в Англии. Но в дальнейшем в прессе регулярно стали появляться негативные отзывы, а продажи в целом оказались более скромными, чем в случае со «Шпионом». Вероятно, публика оказалась не совсем готовой к новому типу американского романа.
«Пионеры» стали первой частью пенталогии о Натти Бампо. Спустя три года Купер написал роман «Последний из могикан», действие которого происходит в 1757 году. Позже были написаны романы «Прерия» (в нём Бампо умирает, дожив до глубокой старости), «Следопыт» (его действие происходит в 1759 году) и «Зверобой» (первая половина 1740-х годов).
Сыновья Оливериа Эффингема и Элизабет Темпл стали героями романов Купера «Домой» и «Дома», опубликованных в 1838 году.